# حساب مقاسي

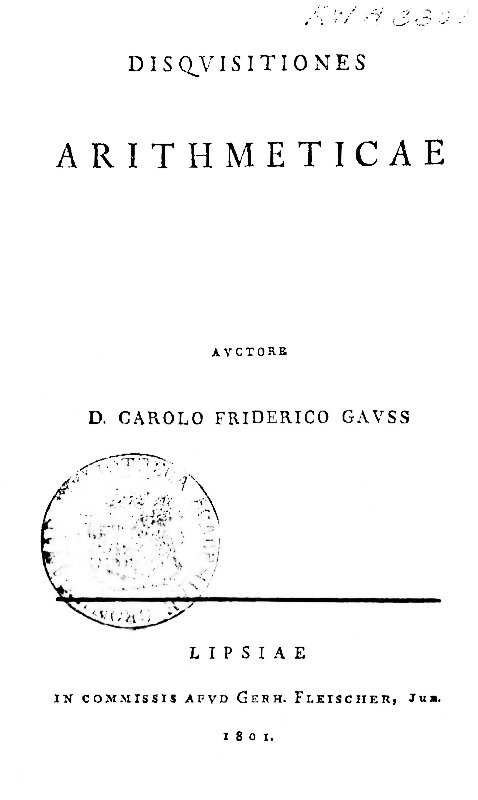
الصفحة الأولى من الطبعة الأصلية من كتاب كارل فريدريش غاوس، استفسارات حسابية، الكتاب المؤسس للحسابيات المقاسية.

الساعة الحائطية تستعمل الحسابيات المقاسية بقياس يساوي 12.

في الرياضيات وبالتحديد في مجال النظرية الجبرية للأعداد، الحساب المقاسي أو الحساب المحدود أو حساب البواقي أو الحسابيات المقاسية (بالإنجليزية: Modular arithmetics) هي مجموعة من الطرق التي تتيح حل بعض المسائل الخاصة بالأعداد الصحيحة و من ضمنها الطبيعية. وهي ترتكز على دراسة الباقي الحاصل من القسمة الإقليدية.
ترتكز الحسابيات المقاسية أساسا على النظر إلى باقي قسمة الأعداد الطبيعية على عدد طبيعي معين ثابت ما، بدلا من النظر إلى هذه الأعداد ذاتها. يظهر هذا جليا في مثال حسابيات المنبه، الذي يوافق حالة n=12 : العقرب الصغير يوجد في نفس الموضع في لحظتين تفصل بينهما اثنتا عشرة ساعة، وبهذا تصير الساعة 1 كالساعة 13.

## استعمالات
في الرياضيات الأساسية، هذا المفهوم قليل الاستعمال. التوظيف الأكثر استعمالا هو المبرهنة الجبرية للأعداد، التي تتضمن مجالا أكثر توسعا، تتضمن مثلا مفاهيم الأعداد الجبرية ومبرهنة غالوا.
في الرياضيات التطبيقية, لهذه العبارة استعمالات مكثفة في أساسيات الرياضيات في مختلف مجالات نظرية المعلوميات كالتشفير ونظرية الترميز والمعلوميات. لعدد من الأدوات وخوارزميات داخل هذا المجال نجد اختبار أولية عدد ما والتفكيك إلى جداء عوامل أولية، استعمال مميزات مجموعة مثلا بالنسبة لتحويل فوريي المتقطع أو دراسة الخارج أو الخاصة بالأعداد الطبيعية, كما في الدوال الحدودية.

### الأصول الأولى

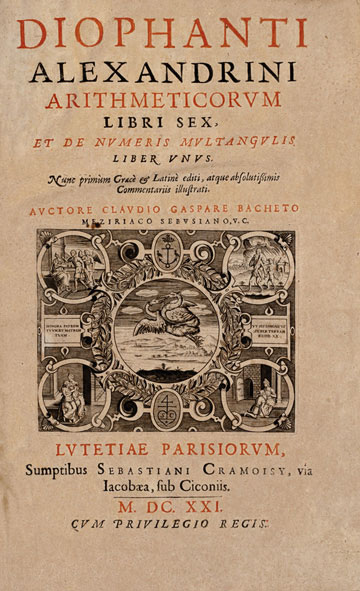
الصفحة الأولى لطبعة 1621 ل أريثميتيكا (كتاب) لمؤلفه ديوفانتوس الإسكندري، المترجمة إلى اللاتينية من طرف كلود غاسبارد باشي دي ميزيرياك.

### الظهور في أوروبا

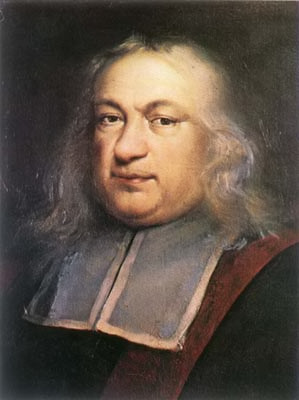
بيير دي فيرما développe largement l'حسابيات. Les propriétés de la خوارزمية تقسيم, fondement de l'arithmétique modulaire, sont largement utilisées par ce mathématicien.

### الطرق المستعملة

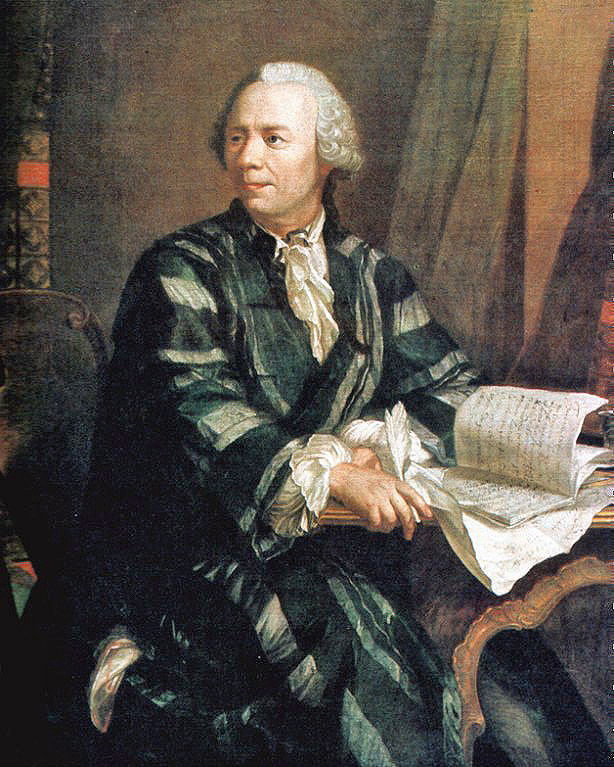
ليونهارت أويلر, théoricien des nombres du الثامن عشر، حلحل العديد من المعادلات الديوفانتية.

### مساهمات كارل فريدريش غاوس

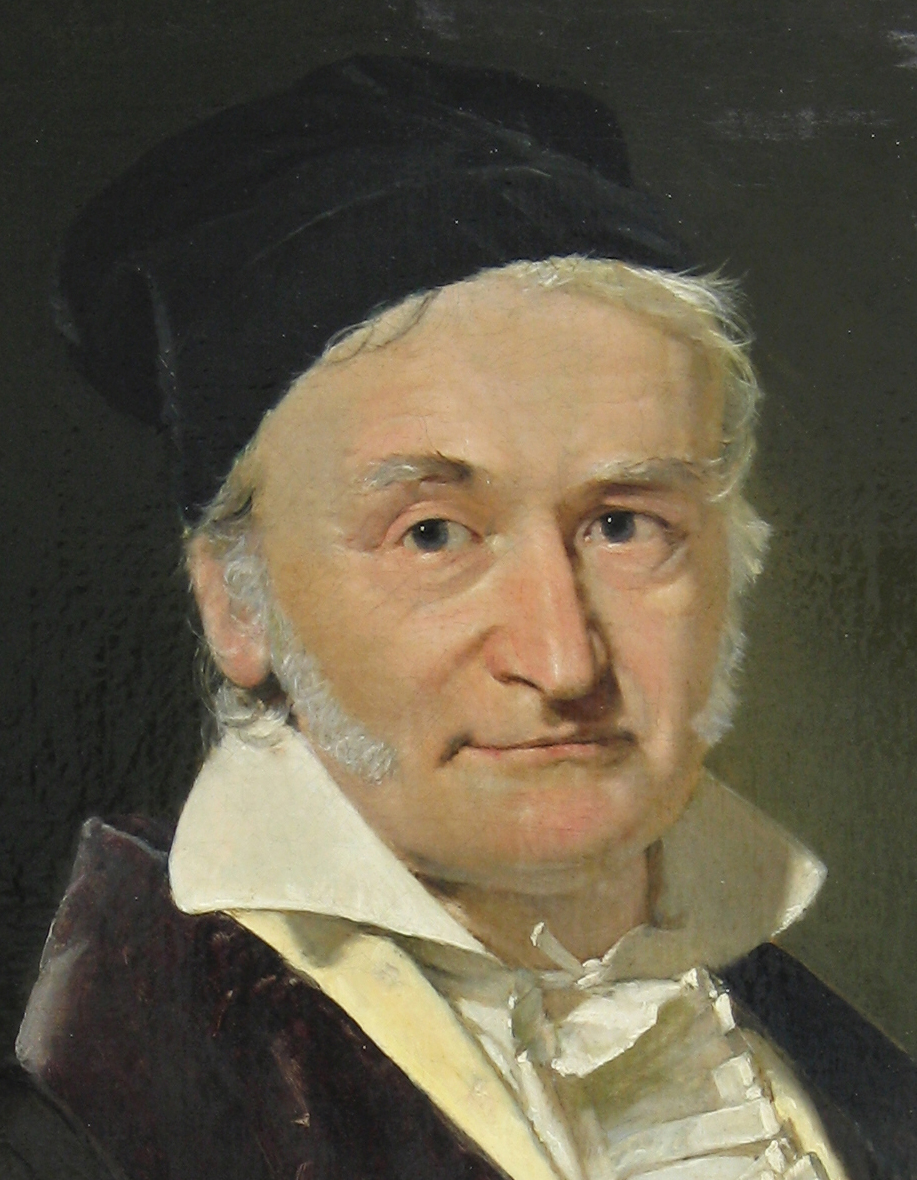
كارل فريدريش غاوس هو مؤسس الفرع من الرياضيات الذي يدعى حاليا الحسابيات المقاسية.

#### التعمية

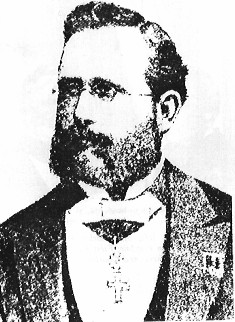
أوجوست كيركهوفس أعلن مبدأ مؤسسا لعلم التعمية المعاصر.

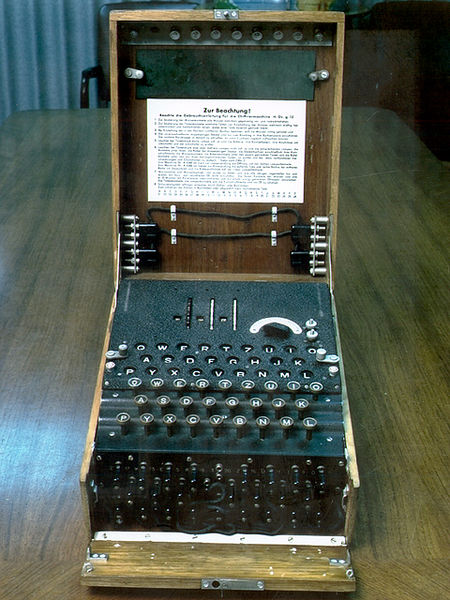
آلة إنجما, آلة للتعمية استعملت خلال الحرب العالمية الثانية، كُسر تشفيرها من طرف عالم الرياضيات ماريان رييفسكي.

## وسائل الحسابيات المقاسية

### تساوي عددين بتردد عدد ثالث
للحصول على حساب من نوع هذه المجموعة, علينا التأكد من كون عمليـّـتي الجمع والضرب متكافئة مع تعريفهما.
بالنسبة لكارل فريدرش غاوس فقد أضاف تحليل بنية هذه المجموعة, والمسماة حلقة ل تقارب ورمزها Z/nZ. تهتم أولا بدراسة عملية الجمع, الذي  يعرف بزمرة دائرية ذات المولد 1 ; ثم عملية الضرب,  المستقل عن خصائص التطابق (congruency) . إذا كان هذا عددا أوليا, نحصل على حقل .  هذه المقاربة تسهل عملية المبرهنة في مجال الحسابيات. المثالان التاريخيان من كتاب Disquisitiones  arithmeticae تبع الرياضياتي الألماني غاوس هما مبرهنة ويلسون والبرهنة على مبرهنة فيرما الصغرى.
الحسابيات المقاسية، في حالة لم يكن الترديد عددا أوليا ، أكثر تعقيدا. مبرهنة الباقي الصيني تسمح بتنوير البنية. الحلقة غير داخلية, حيث يوجد قواسم الصفر, وهي أعداد إذا ضربت في أعداد غير منعدمة أعطت كنتيجة العدد صفر. عدد العناصر المقلوبة معطاة بواسطة مؤشر أويلر. وهي تتيح مثلا,  تعميم مبرهنة فيرما الصغرى.

### الأعداد الصحيحة الجبرية

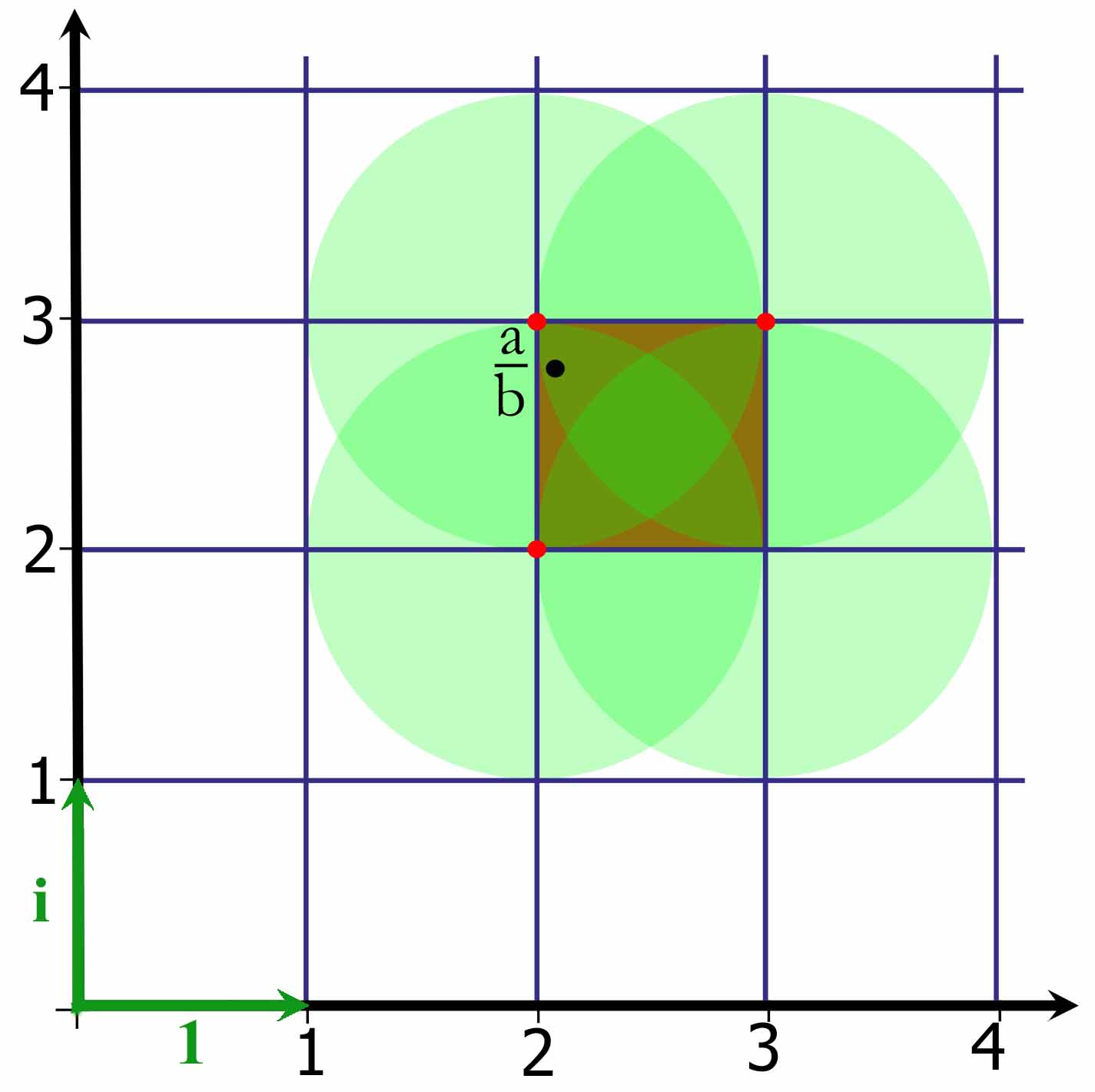
بيان قسمة إقليدية على أعداد صحيحة غاوسية

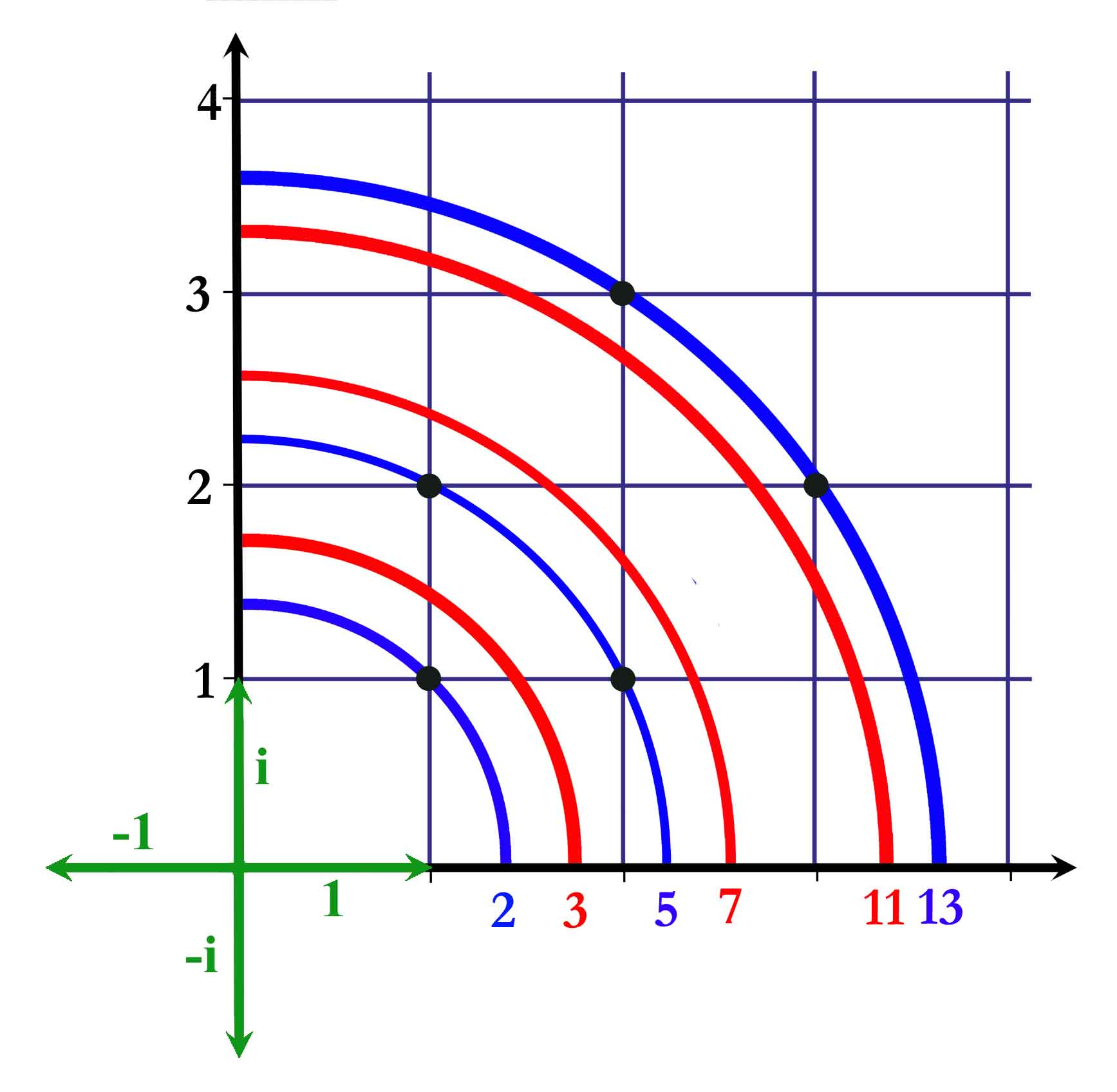
بيان للبرهان على مبرهنة فيرما حول مجموع مربعين باستعمال الأعداد الصحيحة الغاوسية

### حروف دركليه

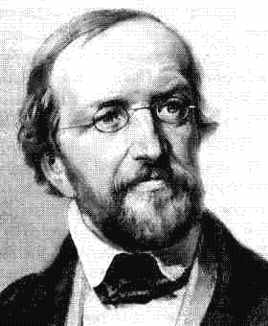
طور يوهان بيتر غوستاف لوجون دركليه الجزء الأساسي من النظرية في إطار الحلقة ℤ/nℤ.

درس دركليه الأعداد الأولية اللائي يأخذن الشكل n + λm حيث m و n عددان أوليان فيما بينهما وحيث λ عدد طبيعي ما. فحاول البرهان على أن هناك عددا غير منتهي من هذه الأعداد الأولية.

## أساسيات
تعتبر الحسابيات المقاسية نظاما حسابيا للأعداد الصحيحة يعتمد على تكرار الأعداد بشكل نمطي لدى بلوغها قيمة نمطية معينة تسمى مقاس، وهي تـُـخـْـتـَـزَل بالتعبير {\displaystyle {\pmod {}}}. مرتبط بذلك الرياضياتيون يتكلمون عن «تطابق» (congruency) .
على فرض لدينا عدد صحيح موجب  {\displaystyle n\!} وعدد صحيح  {\displaystyle a\!} فإننا بقسمة  {\displaystyle a\!} على  {\displaystyle n\!} نحصل على عدد صحيح  {\displaystyle q\!} هو ناتج القسمة وعدد صحيح  {\displaystyle r\!} هو باقي القسمة بحيث يحققان العلاقة التالية:
{\displaystyle a=qn+r\quad 0\leq r<n;q=\left\lfloor {\frac {a}{n}}\right\rfloor }
حيث الصيغة {\displaystyle \lfloor x\rfloor } تعني أكبر عدد صحيح أصغر أو يساوي  {\displaystyle x\!}
يرمز إلى عملية حساب باقي القسمة ب mod حيث نكتب {\displaystyle r=a\mod n\!} وبالتالي:
{\displaystyle a=\left\lfloor {\frac {a}{n}}\right\rfloor \times n+(a\mod n)}
أمثلة:
{\displaystyle {\mathcal {}}5\mod 7=5}
{\displaystyle {\mathcal {}}0\mod 7=0}
{\displaystyle {\mathcal {}}7\mod 7=0}
{\displaystyle {\mathcal {}}11\mod 7=4}
{\displaystyle {\mathcal {}}-11\mod 7=3}
نقول عن عددين صحيحين {\displaystyle a\!} و {\displaystyle b\!} بانهما متوافقان بقياس  {\displaystyle n\!} إذا تحقق {\displaystyle (a\mod n)=(b\mod n)} ونرمز لذلك بـ {\displaystyle a\equiv b\mod n}

### خصائص عملية حساب باقي القسمة
- {\displaystyle a\equiv b\mod n} إذا و إذا كان فقط  {\displaystyle n\mid (a-b)}
- {\displaystyle a\equiv b\mod n\iff b\equiv a\mod n}
- {\displaystyle a\equiv b\mod n\wedge b\equiv c\mod n\implies a\equiv c\mod n}

### خصائص الحسابيات المقاسية
{\displaystyle (xy){\bmod {\ }}m=((x\ {\bmod {\ }}m)(y\ {\bmod {\ }}m)){\bmod {\ }}m}
{\displaystyle (x+y){\bmod {\ }}m=((x\ {\bmod {\ }}m)+(y\ {\bmod {\ }}m)){\bmod {\ }}m}
{\displaystyle x^{n}\ {\bmod {\ }}m=((x^{\left\lfloor {\frac {n}{2}}\right\rfloor }\ {\bmod {\ }}m)(x^{\left\lceil {\frac {n}{2}}\right\rceil }\ {\bmod {\ }}m)){\bmod {\ }}m}